# Тарантул (фильм)
«Тарантул» (англ. Tarantula; США, 1955) — фантастический художественный фильм режиссёра Джека Арнольда, в главных ролях Джон Агар, Мара Кордей и Лео Дж. Кэрролл.
Премьера фильма состоялась 14 декабря 1955 года.
Слоган фильма: «Researchers seeking clue! Can anything escape it?»

## Сюжет
Профессор Жеральд Димер пытается предотвратить нехватку продовольствия в будущем. Он изобретает специальное питательное вещество, съев которое, животные вырастают до невероятных размеров. Он проверяет вещество на маленьких грызунах и тарантулах, после чего одни из них сходят с ума, а другие разрушают лабораторию и нападают на Димера. Гигантский тарантул выбирается в сельскую местность и начинает пожирать коров, а далее нападает и на людей.

## В ролях
| Актёр          | Роль                                         |
| -------------- | -------------------------------------------- |
| Джон Агар      | доктор Мэтт Хастингc                         |
| Мара Кордэй    | Стефани «Стив» Клейтон                       |
| Лео Г. Кэрролл | профессор Джералд Димер                      |
| Нестор Пайва   | шериф Джек Эндрюс                            |
| Росс Эллиотт   | Джо Барч                                     |
| Эдвин Рэнд     | лейтенант Джон Нолан                         |
| Рэймонд Бэйли  | профессор Таунсенд                           |
| Хэнк Паттерсон | Джош                                         |
| Берт Холланд   | Барни Расселл                                |
| Стив Даррелл   | Энди Андерсен                                |
| Клинт Иствуд   | пилот военного самолёта (в титрах не указан) |

## Факты
- Во второстепенной роли снялся тогда ещё неизвестный Клинт Иствуд в роли пилота военного самолёта.
- Японцы под впечатлением от «Тарантула» сняли фильм «Сын Годзиллы», где также учёные решают вопрос о продовольственном кризисе, и там тоже присутствует гигантский паук Спиго (Кумонга), которого побеждает Годзилла[источник не указан 3866 дней].